# 東大阪大学柏原高等学校
東大阪大学柏原高等学校（ひがしおおさかだいがくかしわらこうとうがっこう）は、大阪府柏原市に所在する私立男子高等学校。

## 概要
柏原市・八尾市・藤井寺市の境界付近に立地する。当初は女子校として設立されたが、その後男女共学の時代を経て、男子校となった。かつて「柏原高等学校」という名称だった時代もあり、現校名への改称を経たのちも「柏原高校」と表記されることもある（校門付近にある国道170号交差点名が「柏原高校前」であり、校名変更後も交差点名の変更なし）。
学校法人村上学園が運営している。東大阪大学敬愛高等学校は同一学校法人が運営する。
進学や就職など、進路希望に応じた各コースが設置されている。またスポーツにも力を入れている。

## 沿革
- 1963年 - 柏原女子高等学校として創立。女子のみの募集。
- 1964年 - 男子部[1]を併設し、男女共学となる。柏原高等学校へ校名改称。本館（4月）落成。
- 1965年 - 鉄筋六角校舎、体育館落成。
- 1966年 - 鉄筋4階建（西館）校舎・武道館・第一食堂落成。
- 1969年 - 女子の募集を中止。男子校となる。
- 1991年 - 記念館（図書館、視聴覚室、パソコン室、学習合宿室、同窓会室）が竣工。職員室改装、陶芸窯室落成。
- 1992年 - 体育コース設置。トレーニングルーム完成。多目的ホール改装。生徒ホール改装。
- 1993年 - 雨天練習場に人工芝敷設。本館校舎、西館に空調設備を完備。
- 1994年 - 六角校舎に空調設備を完備。第一グラウンドを総合整備。
- 1995年 - 合宿所が落成。
- 1997年 - 生徒部活寮「敬愛館」が落成。本館・西館全室にテレビモニターを設置。
- 2003年 - 新体育館が落成。制服をブレザーに改定。
- 2006年 - 東大阪大学柏原高等学校と校名改称。特進コース、情報コースを新設。
- 2009年 - 標準コース、情報コースを統合し、総合コースに改編。国際クラスを設置。
- 2011年 - 第93回全国高等学校野球選手権大会（初出場）[2]。
- 2014年 - 各コースをキャリア教育を柱とした4つのコース（アドバンストコース、キャリアアップコース、キャリアアシストコース、スポーツコース）に改編。
- 2016年 - 新校舎が落成。
- 2017年 - 新制服を採用。
- 2025年 - 第107回全国高等学校野球選手権大会（14年ぶり2回目）。

## 著名な出身者

### 芸能・文化
- 間寛平（お笑い芸人）
- 板尾創路（お笑い芸人）
- 竹内ゆうじ（お笑い芸人）
- くりおね上田雅史（元お笑い芸人）
- 桂ちきん（落語家）
- はるな愛（タレント）（中退）
- 金橋良樹（俳優）
- モーゼス夢（モデル、元陸上競技選手）

### スポーツ
- 山田和英（元プロ野球選手）
- 木村恵二（元プロ野球選手）
- 久本祐一（元プロ野球選手）
- 阿南徹（元プロ野球選手）
- 石川慎吾（プロ野球選手）
- 野村和輝（プロ野球選手）
- 中村宏紀（サッカー選手）
- 黒田拓真（サッカー選手）
- 川前直樹（バドミントン選手）
- 常山幹太（バドミントン選手）
- 下農走（英語版）（バドミントン選手）
- 銭谷翔（バドミントン選手、四條畷市長）
- 山田壮太郎（陸上競技選手）
- 森雄祐（ラグビーユニオン選手）
- 新井信善（ラグビーユニオン選手）
- 杉本達郎（ラグビーユニオン選手）
- 徳田亮真（ラグビーユニオン選手）

## 交通
- 関西本線（大和路線）:志紀駅より南へ約1.3km・柏原駅より西へ約1.5km
- 近鉄大阪線:堅下駅より西へ約1.8km
- Osaka Metro谷町線:八尾南駅より 東へ約3km

## 脚註釈
1. ↑  当時の制服は金ボタン5個の黒詰襟学生服
2. ↑  東大阪大柏原サヨナラ勝ち 高校野球49代表出そろう 朝日新聞 2011年8月1日閲覧